# Gregory Alan Williams
Gregory Alan Williams (12 de junio de 1956) es un actor y escritor estadounidense. Williams es popular por su papel de Garner Ellerbee en las series Baywatch y Baywatch Nights. De 2011 a 2013, Williams llevó a cabo el papel del entrenador Pat Purnell en la serie Necessary Roughness. También apareció en la serie del canal ABC Secrets and Lies y en 2019 interpretó un papel de reparto en la película de suspenso Te veo.

## Filmografía seleccionada

### Cine
| Año  | Título                                 | Rol                  | Notas                                    |
| ---- | -------------------------------------- | -------------------- | ---------------------------------------- |
| 1988 | Above the Law                          | Agente Halloran      |                                          |
| 1989 | Major League                           | Guardia de seguridad |                                          |
| 1989 | The Package                            | Coronel Woods        |                                          |
| 1993 | In the Line of Fire                    | Matt Wilder          |                                          |
| 1997 | Stag                                   | Taylor Rundgren      |                                          |
| 2000 | Remember the Titans                    | Paul Hines           |                                          |
| 2003 | The Beat                               | Sr. Bernard          |                                          |
| 2003 | Old School                             | Terapista            |                                          |
| 2006 | Dirty Laundry                          | Percy                |                                          |
| 2008 | Mutant Vampire Zombies from the 'Hood! | Dr. Reginald Monte   |                                          |
| 2009 | The Collector                          | Alguacil             |                                          |
| 2010 | Blood Done Sign My Name                | Dr. Samuel Proctor   |                                          |
| 2013 | Jimmy                                  | Entrenador Sellers   |                                          |
| 2013 | Beat Street Resurrection               | Tim Weathers         | Título alternativo: Beat Street 2012     |
| 2013 | Teachers                               | Robert               |                                          |
| 2014 | Hero                                   | Kent Redding         |                                          |
| 2014 | Cat Run 2                              | Ray Boudreaux        |                                          |
| 2014 | Unspoken Words                         | Sr. Willy            |                                          |
| 2015 | Terminator Génesis                     | Detective Harding    |                                          |
| 2015 | Beyond Deceit                          | Richard Hill         | Título alternativo: Miracles from Heaven |
| 2016 | Containment                            | Jefe Besser          |                                          |
| 2016 | Casi Navidad                           | Pastor Browning      |                                          |
| 2019 | Brightburn                             | Jefe Deever          |                                          |
| 2019 | Te veo                                 | Detective Spitzky    |                                          |